# День предків
Щорічно в Республіці Гаїті відзначають 2 січня День предків (Jour des Aieux). Цей день присвячений пам'яті всіх тих, хто загинув у боротьбі за незалежність країни. Святкування супроводжується фестивалями, а подекуди і військовими парадами. Також цього дня з часів правління президента Франсуа Дювальє було ухвалено звернення глави держави до народу через телемережу та радіомережу.

## Історія
Держава Гаїті на сьогоднішній день вважається однією з найбідніших держав у Північній Америці. Історія країни наповнена кров'ю, як і літописи багатьох інших країн. Репресії та боротьба, бунти та повстання становлять чималу її частину. Лише у 1804 році Гаїті була проголошена незалежною, що далося нелегко. Але навіть після довгоочікуваної події кровопролиття не припинилося. Все ХІХ століття було пофарбоване в червоний колір — влада переходила з рук в руки, державу ділили на частини — до речі, саме в ХІХ столітті від Гаїті від'єднався Сан-Домінго, відомий нині як Домініканська Республіка. XX століття принесло лише інфляцію та злидні, а XXI — потужний за своєю силою землетрус та епідемію холери.